# Charles Bugbee
Charles Bugbee (29 augustus 1887 - 18 oktober 1959) was een Brits waterpolospeler.
Charles Bugbee nam als waterpoloër driemaal deel aan de Olympische Spelen; in 1912, 1920 en 1924. In 1912 en 1920 maakte hij tweemaal deel uit van het britse team dat het goud wist te veroveren. In 1924 eindigde het Verenigd Koninkrijk buiten de top 4.
Charles Sydney Smith · 
George Cornet · 
George Wilkinson · 
Charles Bugbee · 
Arthur Edwin Hill · 
Paul Radmilovic · 
Isaac Bentham
Charles Bugbee · 
William Henry Dean · 
Christopher Jones · 
William Peacock · 
Noel Purcell · 
Paul Radmilovic · 
Charles Sydney Smith
Harold Annison · 
John Budd · 
Charles Bugbee · 
Richard Hodgson · 
Arthur Hunt · 
Paul Radmilovic · 
Charles Sydney Smith · 
D. Edward (R) ·
R. Haston (R) ·
William Peacock (R)